# Chiesa di San Pio V
La chiesa di San Pio V è un luogo di culto cattolico di Roma, situato nel quartiere Aurelio, in largo San Pio V.

## Storia
Dedicata al santo papa protagonista del concilio di Trento, fu progettata dall'architetto Tullio Rossi nel 1952 ed inaugurata solennemente il 24 febbraio 1962 con la consacrazione effettuata dal cardinale provicario Luigi Traglia.
La chiesa è sede parrocchiale, eretta il 10 dicembre 1951 con il decreto del cardinale vicario Clemente Micara Quo aptius atque. Dal 1973 è sede del titolo cardinalizio di “San Pio V a Villa Carpegna”.
La parrocchia è stata visitata da papa Paolo VI il 9 marzo 1969, da papa Giovanni Paolo II il 28 ottobre 1979 e da papa Francesco l'8 marzo 2024.

## Descrizione

### Arte e architettura
Esternamente, la chiesa presenta un paramento murario in laterizio chiaro che, in corrispondenza della navata centrale, è decorato da rientranze rettangolari. La facciata è a salienti e, nella parte inferiore, caratterizzata da una pensilina poco sporgente, presenta tre portali; quello centrale è sormontato da un mosaico di Joseph Franz Strachota raffigurante San Pio V, la Madonna e scene della battaglia di Lepanto (la Madonna è, in particolare, la stessa della vicina e più antica Santa Maria del Riposo, della quale c'è anche una seconda riproduzione in fondo alla navata alla destra dell'altare). La parte superiore, corrispondente alla navata centrale, è decorata da sei paraste idealizzate sormontate da un semplice cornicione marmoreo; al centro, sotto il finestrone rettangolare, lo stemma marmoreo di papa Pio XII. Sul lato sinistro della chiesa si eleva il campanile a torre.

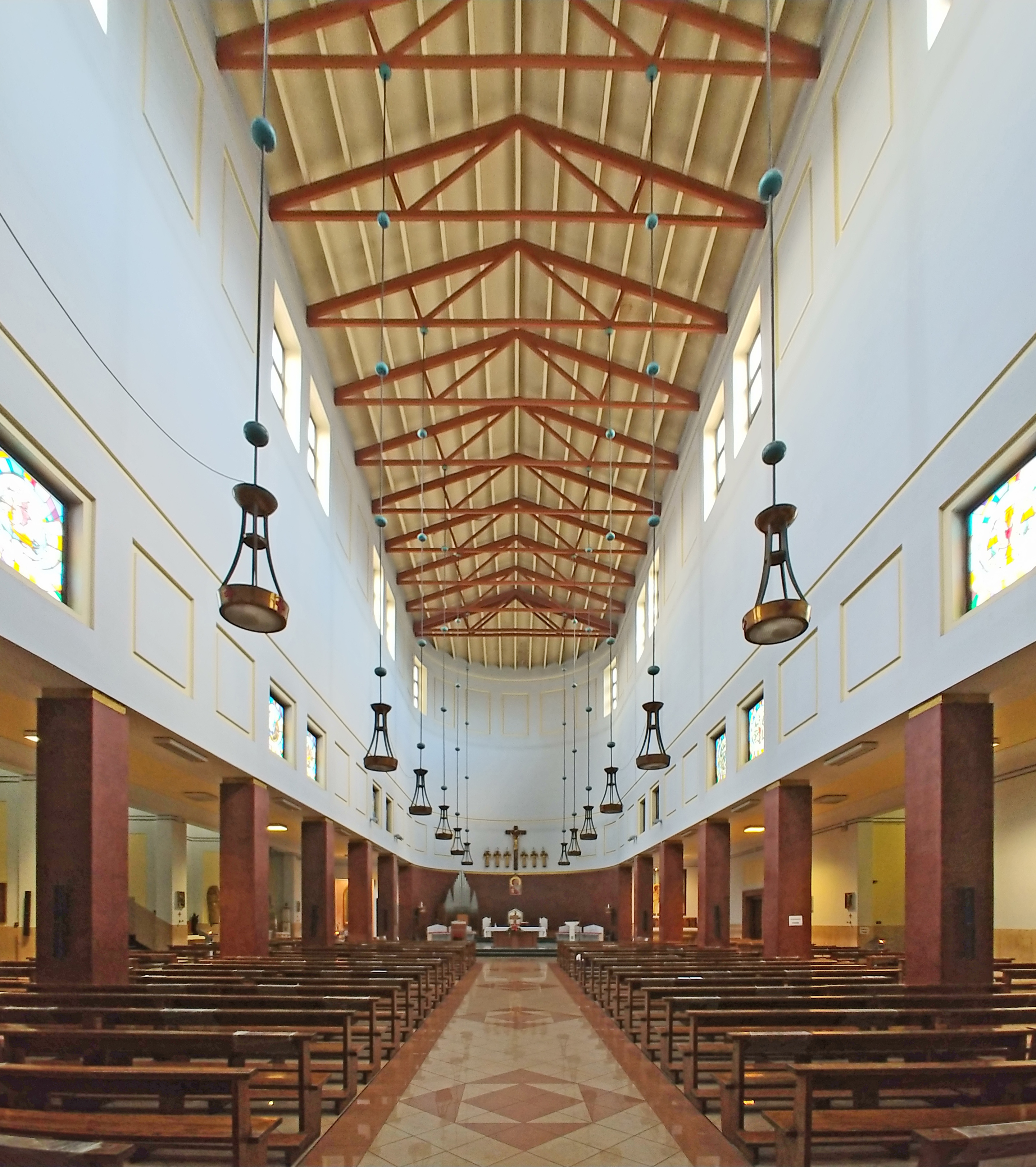
Interno

L'interno della chiesa è a pianta basilicale, con tre navate suddivise da pilastri dipinti a finto marmo rosso. Le due navate laterali sono più basse rispetto a quella centrale e, lungo la navatella di sinistra, si aprono sei cappelle: la prima è il battistero, con al suo interno il vecchio fonte battesimale sormontato da un crocifisso, al quale fa da sfondo un affresco di Igino Cupelloni raffigurante il Battesimo di Cristo. Il nuovo fonte battesimale, affiancato dalla statua bronzea di San Giovanni Battista di Goffredo Verginelli, si trova in fondo alla navata, nei pressi dell'immagine della Madonna del Riposo. La parete fondale della navata opposta, invece, presenta l'altare adibito a custodia del Santissimo Sacramento, sormontato da una scultura a bassorilievo raffigurante i Discepoli di Emmaus. La navata centrale, con due ordine di finestre (quadrate con vetrate policrome in basso e rettangolari con vetri semplici in alto), termina con l'abside semicircolare; quest'ultima è occupata in gran parte dal presbiterio, rialzato di alcuni gradini rispetto al resto della chiesa, che accoglie al centro l'altare maggiore e in posizione arretrata la sede marmorea con inserti decorativi in mosaico; alle spalle di quest'ultima vi sono un'immagine di San Pio V e, più in alto, un Crocifisso, di Francesco Nagni, affiancato da sei angeli cerofori in bronzo, di Goffredo Verginelli. Altre opere presenti nella chiesa sono la Via Crucis di Angelo Biancini, un Angelo in gesso di Duilio Cambellotti; una statua di Santa Caterina da Siena di Antonio Berti; altre statue devozionali di Alessandro Monteleone e Michele Guerrisi.

### Organo a canne
Nell'abside, a pavimento sulla sinistra del presbiterio, vi è l'organo a canne della chiesa, costruito nel 1994.
Lo strumento è a trasmissione elettrica con sistema multiplo ed è interamente racchiuso all'interno di una semplice cassa lignea sormontata da una mostra costituita da 33 canne metalliche di principale disposte in tre cuspidi di 11 canne ciascuna, con bocche a mitria allineate orizzontalmente. La consolle è situata nei pressi del corpo fonico e dispone di due tastiere di 61 note ciascuna e pedaliera concavo-radiale di 32 note; i registri e le unioni sono azionati da placchette a bilico poste in fila unica sopra il secondo manuale.